# Convolvulus ruprechtii
Convolvulus ruprechtii är en vindeväxtart som beskrevs av Pierre Edmond Boissier. Convolvulus ruprechtii ingår i släktet vindor, och familjen vindeväxter. Inga underarter finns listade i Catalogue of Life.